# Distretto di Menteşe
Il distretto di Menteşe (in turco Menteşe ilçesi) è un distretto della provincia di Muğla, in Turchia. Fino al 2012 costituiva il distretto centrale della provincia di Muğla, rinominato in Menteşe poiché, a seguito dell'istituzione del comune metropolitano di Muğla, quest'ultimo nome è stato riservato alla città.